# Parigi-Tours 2016
La Parigi-Tours 2016, centodecima edizione della corsa ciclistica, valevole come prova dell'UCI Europe Tour 2016 categoria 1.HC, si svolse il 9 ottobre 2016 su un percorso di 252,5 km, con partenza da Dreux e arrivo a Tours, in Francia. La vittoria fu appannaggio del colombiano Fernando Gaviria, il quale completò il percorso in 5h22'03", alla media di 47,042 km/h, precedendo il francese Arnaud Démare e il belga Jonas Van Genechten.
Sul traguardo di Tours 178 ciclisti, su 188 partiti da Dreux, portarono a termine la competizione.

## Squadre e corridori partecipanti
| N.      | Cod. | Squadra             |
| ------- | ---- | ------------------- |
| 1-8     | EQS  | Etixx-Quick Step    |
| 11-18   | LTS  | Lotto-Soudal        |
| 21-28   | BMC  | BMC Racing Team     |
| 31-38   | FDJ  | FDJ                 |
| 41-48   | DDD  | Team Dimension Data |
| 51-60   | COF  | Cofidis             |
| 61-68   | OBE  | Orica-BikeExchange  |
| 71-77   | SKY  | Team Sky            |
| 81-88   | DEN  | Direct Énergie      |
| 91-97   | AST  | Astana Pro Team     |
| 101-108 | IAM  | IAM Cycling         |
| 111-118 | ALM  | AG2R La Mondiale    |

| N.      | Cod. | Squadra                      |
| ------- | ---- | ---------------------------- |
| 121-129 | TLJ  | Team Lotto NL-Jumbo          |
| 131-138 | FVC  | Fortuneo-Vital Concept       |
| 141-148 | KAT  | Team Katusha                 |
| 151-158 | WGG  | Wanty-Groupe Gobert          |
| 161-168 | TGA  | Team Giant-Alpecin           |
| 171-178 | BOA  | Bora-Argon 18                |
| 181-188 | TSV  | Topsport Vlaanderen-Baloise  |
| 191-198 | DMP  | Delko-Marseille Provence-KTM |
| 201-207 | RML  | Roubaix-Lille Métropole      |
| 211-218 | ROP  | Roompot Oranje Peloton       |
| 221-228 | AUB  | HP BTP-Auber 93              |
| 231-238 | ADT  | Armée de Terre               |

## Ordine d'arrivo (Top 10)
| Pos. | Corridore        | Squadra      | Tempo    |
| ---- | ---------------- | ------------ | -------- |
| 1    | Fernando Gaviria | Etixx        | 5h22'03" |
| 2    | Arnaud Démare    | FDJ          | s.t.     |
| 3    | J. Van Genechten | IAM          | s.t.     |
| 4    | Matteo Trentin   | Etixx        | s.t.     |
| 5    | Bryan Coquard    | Direct       | s.t.     |
| 6    | Mark Cavendish   | Dimension    | s.t.     |
| 7    | Nacer Bouhanni   | Cofidis      | s.t.     |
| 8    | Jens Debusschere | Lotto-Soudal | s.t.     |
| 9    | Luka Mezgec      | Orica        | s.t.     |
| 10   | Jempy Drucker    | BMC          | s.t.     |